# Plectranthias kelloggi
Plectranthias kelloggi ist ein Meeresfisch aus der Ordnung der Barschartigen (Perciformes), der im nördlichen Pazifik im Gebiet der Hawaii-Emperor-Kette vorkommt.

## Merkmale
Plectranthias kelloggi erreicht eine Standardlänge von 16 Zentimeter und eine Gesamtlänge von 20 Zentimeter. 
Die Grundfärbung des Fisches ist blassrosa bis weiß. Der obere Kopfbereich, der Rücken und die Flanken sind mehr oder weniger rötlich gefärbt mit Ausnahme eines blassrosa bis weißen Streifens unterhalb des vierten bis siebten Rückenstachels und einer Reihe von fünf weißen Flecken entlang der Basis des weichstrahligen Abschnitts der Rückenflosse. Der Bauch und der Unterkiefer sind weiß. Die Kiemendeckel sind rötlich bis gelblich. Die paarigen Flossen, die Afterflosse und die Schwanzflosse sind weiß. Am Schwanzflossenansatz befindet sich im oberen Bereich ein roter Fleck. Der vordere Abschnitt der Rückenflosse ist weiß, die letzten vier Stacheln und die dazu gehörenden Membranen sind rot und der weichstrahlige Bereich der Rückenflosse ist wieder weiß. Der erste Weichstrahl der Rückenflosse und der zweite Strahl der Schwanzflosse von oben sind verlängert.
- Flossenformel: Dorsale X/14–16, Anale III/7, Pectorale 14–16, Caudale 15.
- Schuppenformel: 3,5/34–38.
- Kiemenrechen: 6–8+14-17.

## Lebensraum
Plectranthias kelloggi lebt in größeren Tiefen. Die von Randall untersuchten Exemplare wurden in Tiefen von 275 bis 300 Metern gefangen.

## Systematik

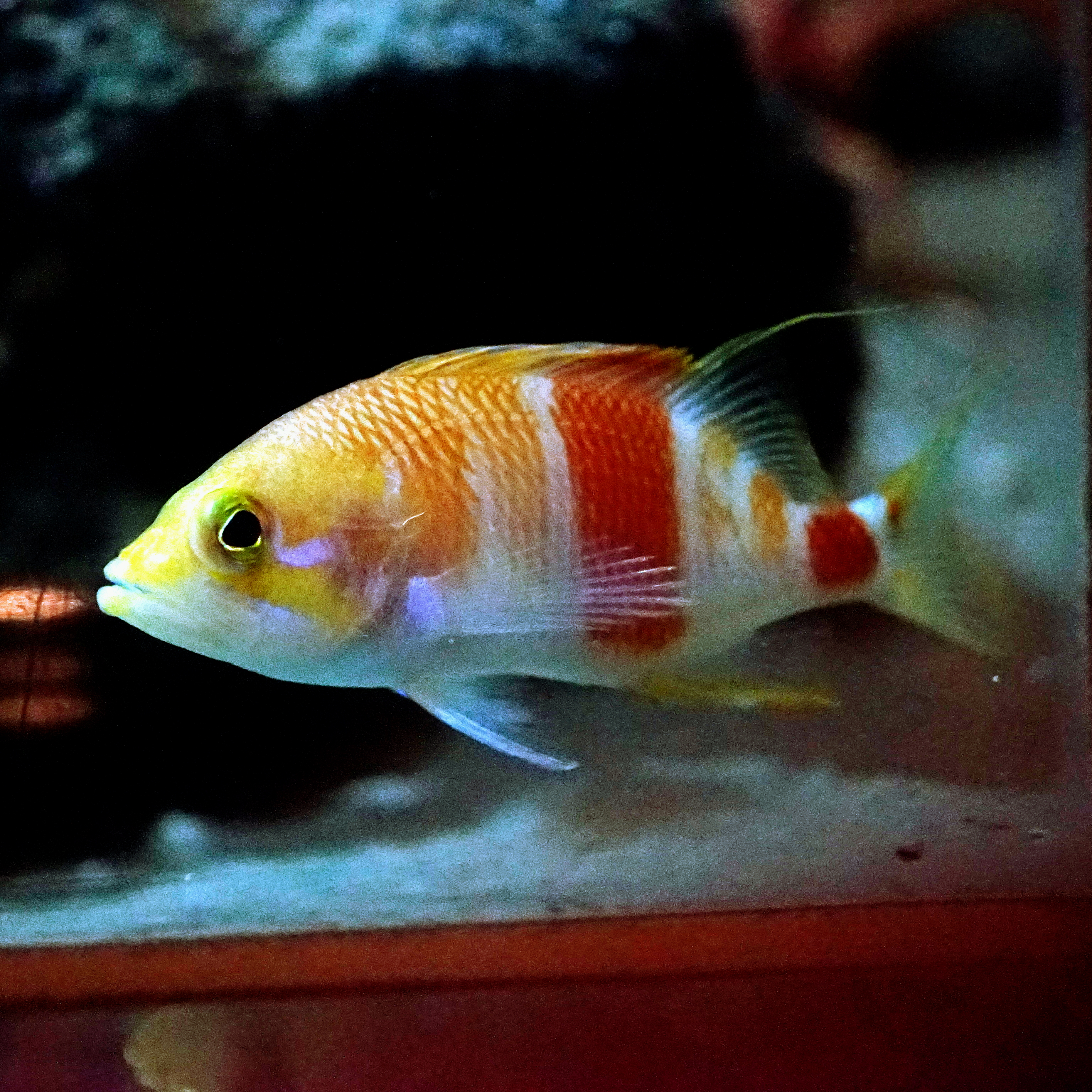
Plectranthias azumanus

Die kleine Barschart wurde 1903 durch die US-amerikanischen Ichthyologen David Starr Jordan und Barton Warren Evermann unter der Bezeichnung Anthias kelloggi erstmals wissenschaftlich beschrieben, und zu Ehren des  Entomologen Vernon Lyman Kellogg benannt. Später wurde sie in die Gattung Pseudanthias gestellt und heute gehört sie zu Plectranthias.
Umstritten ist die Familienzugehörigkeit der Art. Der US-amerikanische Ichthyologe John Ernest Randall ordnete die Art 1980 den Fahnenbarschen (Anthiadidae) zu, was von den Datenbanken zur Fischsystematik so übernommen wurde. In den Jahren 2007 und 2025 wurden jedoch phylogenetische Studien veröffentlicht, nach denen die Art zu den Sägebarschen (Serranidae) gehören soll. In diesem Fall würde sie in die Gattung Zalanthias gestellt, die 1910 durch  D. S. Jordan & Robert Earl Richardson als Untergattung von Pseudanthias eingeführt worden ist. Die Schwestergattung von  Zalanthias ist Paralabrax. Sehr nah mit Plectranthias kelloggi verwandt ist der ähnlich gefärbte Plectranthias azumanus (Jordan & Richardson, 1910), der vom westlichen Australien bis Japan vorkommt. Auch diese Art würde im Fall der Zugehörigkeit von Plectranthias kelloggi zu den Sägebarschen als Zalanthias azumanus in die Familie der Sägebarsche verschoben.